# Isambard Kingdom Brunel
Isambard Kingdom Brunel (Portsmouth, 9 de abril de 1806 – Londres, 15 de setembro de 1859) foi um dos arquitetos, inventores e engenheiros que mais se destacaram no século XIX.

## Biografia
Filho único de Sir Marc Brunel (de origem francesa que fugiu para Inglaterra devido à Revolução), e pai do engenheiro Henry Marc Brunel. Ele nasceu em Portsmouth a 9 de abril de 1806, onde o seu pai estava a trabalhar nos estaleiros da Royal Navy na construção da uma fábrica de moitões. A sua educação dividiu-se em Hove, perto de Brighton, em Inglaterra, o Liceu Henrique IV em Paris e a Universidade de Caen em Normandia.
Em 1823 juntou ao seu pai na construção do Canal do Tâmisa em Rotherhithe, tendo sido posteriormente, somente com 20 anos, nomeado engenheiro do estaleiro.
Em 1829 desenhou a Ponte Pênsil de Clifton, sobre o Rio Avon. Os seus desenhos originais foram recusados, com base na opinião de Thomas Telford (outro importante engenheiro da época), mas posteriormente uma versão melhorada foi aceita. Contudo o projeto teve de ser abandonado devido à falta de fundos; a ponte só seria terminada em 1864.

## Obras
Após ter sido nomeado Engenheiro Chefe das Docas de Bristol, em 1831, Brunel desenhou as Monkwearmouth Docks, tendo posteriormente desenhado e construído docas semelhantes em Plymouth, Cardiff, Brentford e Milford Haven.
Em março de 1833, com 27 anos, Isambard Brunel foi nomeado Engenheiro Chefe do recém-formado Caminho de Ferro Great Western Railway. O seu trabalho na linha que ligou Londres a Bristol, onde a sua energia e arrojo nos projectos e métodos de construção ajudaram a estabelecer a sua reputação como um dos maiores engenheiros do seu tempo. Das obras de arte mais relevantes das linhas, constam os viadutos de Hanwell e Chippenham, a ponte em Maidenhead, o Box Tunnel e a estação Temple Meads em Bristol. Mas o trabalho para a Great Western Railway não foi isento de controvérsia; Brunel usou uma bitola de linha de 2,2 m, em vez da bitola padrão inglesa de 1,55 m. Esta diferença de bitola criou problemas nas ligações com outras redes, e obrigava os passageiros a mudarem de comboio sempre que as duas linhas se encontravam.
Durante os trabalhos na linha de Swindon para Gloucester e Gales do Sul, desenvolveu uma combinação de estruturas tubulares, suspensas e em Sistemas Triangulados ou Treliças para atravessar o rio Wye em Chepstow. Este desenho foi posteriormente melhorado na sua famosa ponte sobre o rio Tamar em Saltash perto de Plymouth.
Dos trabalhos realizados para a Great Western, ainda hoje muitos são usados por comboios de alta velocidade. Brunel viria ao longo da sua carreira desenhar caminhos de ferro, não só em Inglaterra, mas também na Irlanda, Itália e Bengala (Índia e Bangladesh), num total de mais de 1 200 milhas de linhas. Ainda antes de terminar a linha, Brunel apresentou à Great Western Railway Company um projeto para a construção de um navio a vapor para ligar o Porto de Bristol a Nova Iorque, conseguindo convencê-la. O Great Western (batizado em nome da Companhia) fez a sua primeira viagem para Nova Iorque em 1838. Nesta altura era o maior navio a vapor do mundo, com 208 pés de comprimento, e o primeiro navio a vapor a fazer a carreira da travessia do Atlântico de forma regular. A viagem até a América durava 15 dias, e nos oito anos seguintes o Great Western realizou mais de 60 travessias.
Brunel iria inovar novamente a construção naval em 1843, quando construiu em Bristol o navio SS Great Britain. Com o casco em ferro e uma hélice de seis pás. O Great Britain foi concebido para transportar 250 passageiros, 130 tripulantes e 1 200 t de carga. A viagem inaugural teve lugar em 1845, ligando Liverpool a Nova Iorque. 

Em 1852, Brunel foi contratado pela Eastern Steam Navigation Company para construir outro navio a vapor, o Great Eastern. Construído nas margens do Tamisa com o casco em ferro, era impulsionado por duas rodas de pás e uma hélice. O Great Eastern era novamente o maior navio do seu tempo, desenhado para transportar 4 000 passageiros. Brunel defrontou-se com vários problemas de engenharia e financeiros, e o esforço para ultrapassar estes começou a afetar a sua saúde. Durante os testes de mar do Great Eastern Brunel sofreu um ataque, vindo a morrer a 15 de setembro de 1859 e foi enterrado cinco dias depois no cemitério de Kensal.

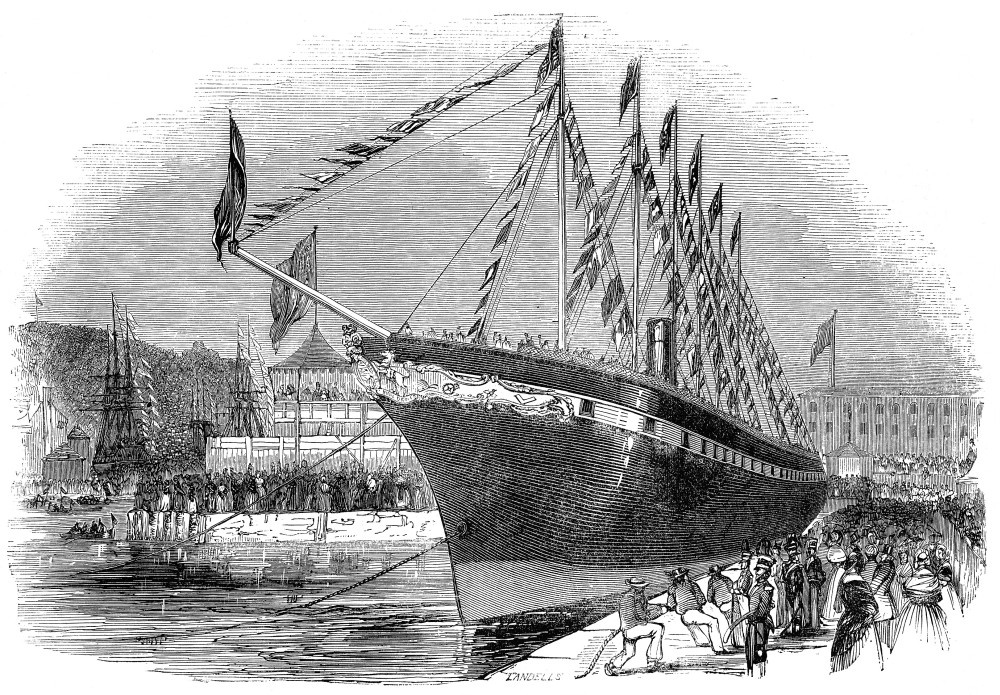
Lançamento Great Britain

Outros trabalhos de Brunel incluem viadutos, edifícios e um notável hospital pré-fabricado, com ar condicionado e esgotos para ser utilizado durante a Guerra da Crimeia. Inevitavelmente uma carreira prolífica como a de Brunel não foi isenta de desapontamentos e falhas, tais como o lançamento à água do Great Eastern ou do comboio atmosférico. Nos seus cadernos de desenhos e notas, que chegaram até nós, é visível a sua preocupação com todos os aspectos dos projetos em que se envolvia, e que os seus projetos eram o resultado de cálculos e experiência.